# زبيبة الوجه

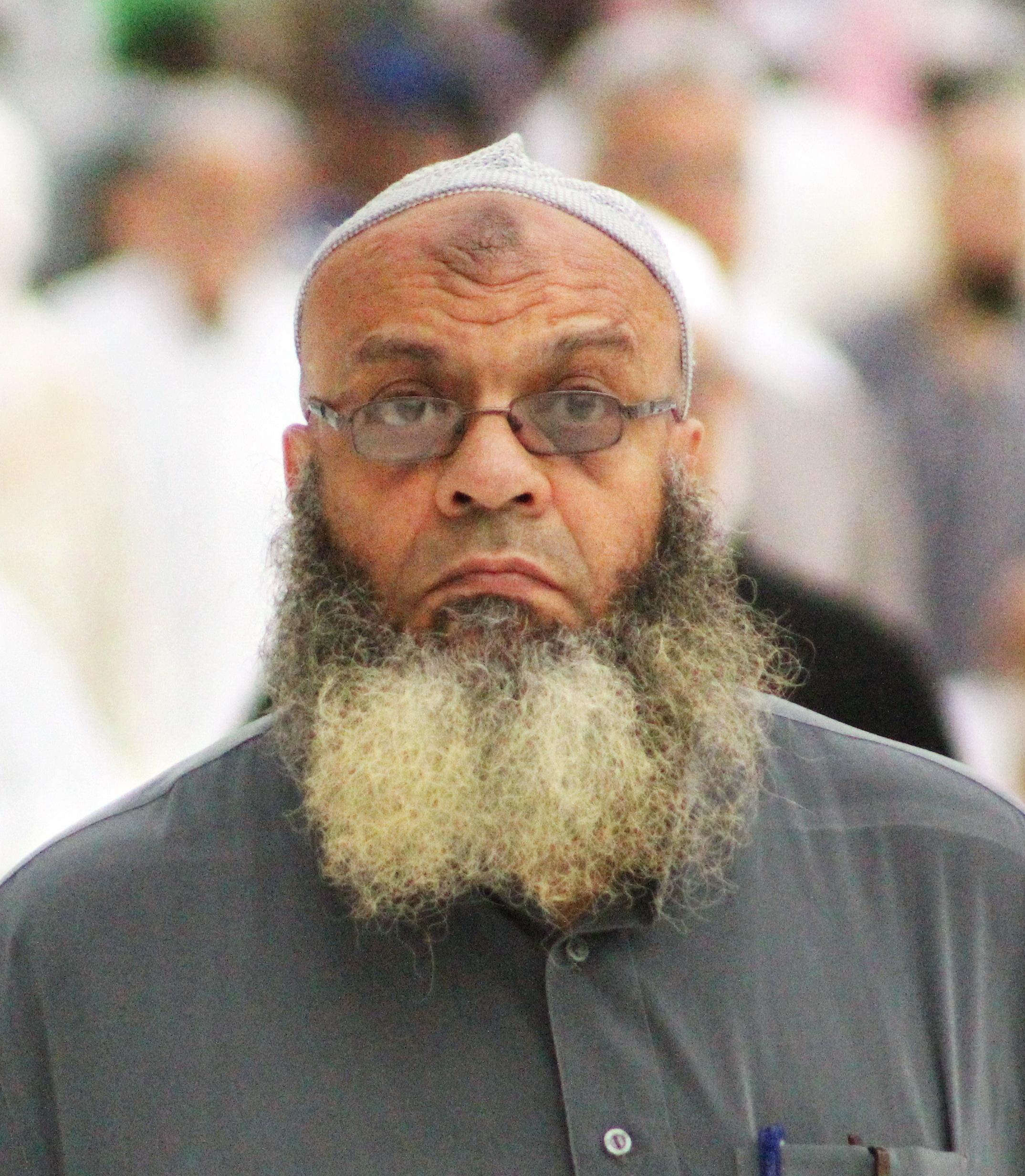
صورة لعلامة الصلاة على جبهة حاج خارج المسجد الحرام

الزبيبة هي ثفن يظهر في جبهة المصلي من أثر الصلاة وذلك نتيجة الاحتكاك الحاصل بين مقدم الرأس وموضع السجود على سجادة الصلاة
الثفن هو عبارة عن منطقة من الجلد السميك الصلب المتكونة نتيجة وقوع احتكاك أو ضغط متكرر على الجلد، ولذلك فإنه غالبًا ما يتكون في اليدين والقدمين، ولكنه قد يتكون في أي مكان من جلد الإنسان.

## في الشريعة الإسلامية
يعتقد بعض الناس أن زبيبة الوجه هي المقصودة في قول الله في القرآن: ﴿سِيمَاهُمْ فِي وُجُوهِهِمْ مِنْ أَثَرِ السُّجُودِ﴾ [الفتح:29]، ولكن ليست زبيبة الوجه هي المقصودة في تلك الآية، وقد جاء عن أبي حاتم الرازي أنه قال فيها: «ربما كان بين عيني من هو أقسى قلبا من فرعون».
أما عن تفسير السيما في الآية، فقال بعض المفسرين أنها علامة يجعلها الله في وجوه المؤمنين يوم القيامة يُعرفون بها لما كان من سجودهم له في الدنيا، وجاء عن ابن عباس أنها الصلاة تبدو في وجوههم يوم القيامة وأنها السمت الحسن وسيما الإسلام وسمته وخشوعه، وجاء عن التابعي عطية بن قيس الكلابي أن مواضع السجود يوم القيامة أشد وجوههم بياضًا، وجاء عن مقاتل بن حيان أنه النور في وجوههم يوم القيامة، وجاء عن مجاهد أنه الخشوع.